# Little Women (Miniserie)
Little Women ist eine britische Miniserie aus dem Jahr 2017, die auf dem gleichnamigen historischen Drama Little Women von Louisa May Alcott basiert. 
Adaptiert wurde die Miniserie von Heidi Thomas und Regie führte Vanessa Caswill. Momentan ist die Serie auf MagentaTv dem Streamingdienst der Deutschen Telekom abrufbar.

## Handlung
Vier Schwestern, die unterschiedlicher nicht sein könnten, wachsen behütet im Neuengland des 19. Jahrhunderts auf: Meg ist folgsam, Jo rebellisch, Beth selbstlos und Amy ichbezogen. Durch den Ausbruch des Sezessionskrieges gerät die Familie jedoch in schwierige Umstände, in denen die Mädchen lernen müssen, was Zusammenhalt bedeutet.

## Episodenliste
| Nr. | Deutscher Titel | Originaltitel | Erstveröffentlichung UK | Deutschsprachige Erstveröffentlichung (MagentaTV) | Regie           | Drehbuch     |
| --- | --------------- | ------------- | ----------------------- | ------------------------------------------------- | --------------- | ------------ |
| 1   | –               | Part 1        | 26. Dez. 2017           | –                                                 | Vanessa Caswill | Heidi Thomas |
| 2   | –               | Part 1        | 27. Dez. 2017           | –                                                 | Vanessa Caswill | Heidi Thomas |
| 3   | –               | Part 1        | 28. Dez. 2017           | –                                                 | Vanessa Caswill | Heidi Thomas |

## Besetzung
- Emily Watson – Marmee March
- Maya Hawke – Jo March
- Willa Fitzgerald – Meg March
- Kathryn Newton – Amy March
- Annes Elwy – Beth March
- Jonah Hauer-King – Laurie Laurence
- Julian Morris – John Brooke
- Dylan Baker – Mr March
- Michael Gambon – Mr Laurence
- Angela Lansbury – Aunt March
- Patrick Flannery – Soldier
- Fode Simbo – Bandaged Young Man
- Eleanor Methven – Hannah
- Nelly Henrion – Estelle
- Felix Mackenzie-Barrow – Frank Vaughan
- Mei Bignall – Kate Vaughan
- Richard Pepple – Hairdresser
- Kathleen Warner Yeates – Aunt Carroll
- Mark Stanley – Professor Bhaer